# Bjørn Larsen
Christian Bjørn Larsen, född 1931 i Buenos Aires, död 1993 var en dansk-svensk målare, illustratör och affischkonstnär. 
Larsen studerade vid Slöjdföreningens skola i Göteborg och för Luchow-Nielsen vid Konsthantverksskolan i Köpenhamn samt på Konsthögskolan i Stockholm. Separat och i samlingsutställningar har han ställt ut i bland annat Köpenhamn, Odense, Malmö, Sundsvall, Riksdagens vårutställning, Danska Ambassaden och på inbjudan av Düsseldorf stad vid Die Brücke. Som illustratör gjorde han omslag till tidningar och böcker för olika förlag i Sverige, Danmark, Tyskland och USA samt filmaffischer. För Unicef utformade han en rad vykort och kalendrar. Han var sedan 1968 medlem i Unicefs konstkommitté Unicefs-Fine-Art Reproduction.    